# شوم ايكاوا
شوم ايكاوا (باليابانية: 鮎川 峻) (مواليد 15 سبتمبر 2001) هو لاعب كرة قدم ياباني.

## وصلات خارجية
- شوم ايكاوا على موقع رابطة كرة القدم اليابانية للمحترفين (اليابانية)
- شوم ايكاوا على موقع قاعدة بيانات كرة القدم.إي يو (الإنجليزية)
- شوم ايكاوا على موقع Soccerway.com (الإنجليزية)
- شوم ايكاوا على موقع عالم كرة القدم.نت (الإنجليزية)